# 랴오닝성 (중화민국)

랴오닝 성의 위치

랴오닝성(중국어: 遼寧省)은 1912년부터 1949년까지 존재했던 중화민국의 성으로 성도는 선양시이며 면적은 68,303.43km2이다. 4개 시, 22개 현을 관할했다.
1912년 펑톈성(중국어: 奉天省)이라는 이름으로 설립되었다. 1928년 장쉐량의 동북역치와 함께 성 이름이 랴오닝성으로 바뀌었다. 1931년부터 1945년까지는 만주국의 지배를 받았다.